# Thomas Millington (médecin)
Pour les articles homonymes, voir Millington.
Thomas Millington, né en 1628 à Newbury et mort le 5 janvier 1704 à Gosfield, fils de Thomas Millington, est un médecin anglais. Très respecté en son temps, il a reçu les éloges de Samuel Garth sous le nom de Machaon dans son poème The Dispensary. Professeur de sciences naturelles à Oxford depuis 1675, il était aussi le médecin attitré de Guillaume III et de la reine Mary.

## Biographie
Il a reçu son éducation de Richard Busby à Westminster School, puis en 1645 au Trinity College (Cambridge) de James Duport d'où il est diplômé du Baccalauréat universitaire ès lettres en 1649, puis il va à l'Université d'Oxford, obtenant son Master of Arts (Oxbridge). Il est élu par les membres du All Souls College et devient docteur en médecine à Oxford le 9 juillet 1659. Nommé à la chair de Sedleian Professor of Natural Philosophy en 1675, une place qu'il garde pour la vie. Admis comme candidat pour le College of Physicians en 1659, il devient un Membre du Collège royal de médecine en 1672.